# Makinsk
Makinsk (in kazako Макинск) è un centro abitato del Kazakistan, situata nella Regione di Aqmola.